# Enronitis
Als Enronitis wurde im Jahr 2002 der Vertrauensverlust in die Bilanzen und die Bilanzierungspraxis insbesondere amerikanischer Aktiengesellschaften bezeichnet. Der Name leitet sich von dem zusammengebrochenen Unternehmen Enron ab und wurde um das an Krankheiten erinnernde Suffix -itis ergänzt, da ausgehend vom Enron-Skandal immer mehr Unternehmen Bilanzierungsfehler eingestehen mussten und sich die Enronitis wie eine Krankheit auszubreiten schien. (Anmerkung: In der Medizin bedeutet die Endung -itis eigentlich, dass es sich um eine Entzündung handelt, und nicht zwangsläufig, dass die Krankheit ansteckend ist.)
Nach Enron selbst wurden vor allem die Unternehmen Worldcom und Qwest, aber auch europäische Unternehmen wie Ahold oder die Bankgesellschaft Berlin in den Medien als „mit dem Enronitis-Virus befallen“ bezeichnet.
Die Vorgänge hatten eine drastische Verschärfung der amerikanischen gesetzlichen Vorschriften zur Unternehmensberichterstattung zur Folge, den sogenannten Sarbanes-Oxley Act.

## Börsenunwort des Jahres 2002
Die Düsseldorfer Börse benannte „Enronitis“ als Börsenunwort des Jahres, da dieser Begriff Verfehlungen einiger weniger an der Börse notierter Unternehmen mit einem seuchenartigen Krankheitsverlauf wie einer Epidemie gleichsetzt.